# Roxby (Lincolnshire)
Roxby – wieś w Anglii, w hrabstwie ceremonialnym Lincolnshire, w dystrykcie (unitary authority) North Lincolnshire. Leży 45 km na północ od Lincoln i 239 km na północ od Londynu.